# Сайтаканоя
Сайтаканоя — река в России, протекает по Питкярантскому району Карелии.
Исток — в болоте Рихисуо на границе с Суоярвским районом. Впадает в озеро Вепсяислампи, из которого вытекает Пиени-Кивиоя (приток Тулемайоки).
В верхнем течении принимает левый приток — Каллиооя. Длина реки составляет 14 км.

## Данные водного реестра
По данным государственного водного реестра России относится к Балтийскому бассейновому округу, водохозяйственный участок реки — Водные объекты бассейна оз. Ладожское без рр. Волхов, Свирь и Сясь, речной подбассейн реки — Нева и реки бассейна Ладожского озера (без подбассейна Свирь и Волхов, российская часть бассейнов). Относится к речному бассейну реки Нева (включая бассейны рек Онежского и Ладожского озера).
Код объекта в государственном водном реестре — 01040300212102000011501.